# Zeke i Luther
Zeke i Luther (ang. Zeke and Luther, 2009–2012) – amerykański serial emitowany na kanale Disney XD o dwóch nastoletnich chłopcach, którzy pragną zostać zawodowymi skaterami. Jest to druga oryginalna produkcja kanału Disney XD.
Odcinek Bros Go Pro można było za darmo ściągać z iTunes już na początku czerwca 2009, na 2 tygodnie przed amerykańską premierą 15 czerwca 2009 roku. W Polsce serial miał premierę 19 września 2009 na kanale Disney XD. 2 sezon rozpoczął się w Stanach Zjednoczonych 15 marca 2010 roku, a w Polsce 17 lipca 2010. 3 sezon serialu był emitowany w Stanach Zjednoczonych od 28 lutego, a w Polsce – od 9 lipca 2011 roku.
18 czerwca 2011 roku Matt Dearborn w wywiadzie oficjalnie potwierdził, że trzeci sezon jest ostatnim sezonem.
14 i 15 maja 2011 z okazji premiery filmu Lemoniada Gada Disney Channel wyemitowało 1 z odcinków serialu.

## Opis fabuły
Serial komediowy opowiadający o przyjaźni dwóch nieco zwariowanych, ale odważnych deskorolkowców. Próbują oni zostać światowej sławy zawodnikami w tej dyscyplinie. Razem z bohaterami widzowie mogą podpatrywać najlepsze tricki, największe zawody deskorolkowe oraz przeżywać z bohaterami dreszcz zwycięstw, ale także poznać ból porażki. Mieszkają w małym mieście Gilroy, które leży w Kalifornii.

## Obsada

### Główna
- Hutch Dano jako Zeke Falcone
- Adam Hicks jako Luther Jerome Waffles
- Daniel Curtis Lee jako Kornelius „Kojo” Jonesworth
- Ryan Newman jako Ginger Falcone

## Odcinki
| Sezon | Odcinki | Pierwsza emisja | Ostatnia emisja | Pierwsza emisja  | Ostatnia emisja  |
| ----- | ------- | --------------- | --------------- | ---------------- | ---------------- |
| 1     | 21      | 15 czerwca 2009 | 1 lutego 2010   | 19 września 2009 | 27 marca 2010    |
| 2     | 26      | 15 marca 2010   | 6 grudnia 2010  | 17 lipca 2010    | 6 grudnia 2011   |
| 3     | 26      | 28 lutego 2011  | 2 kwietnia 2012 | 9 lipca 2011     | 30 września 2012 |

### Sezon 1: 2009-2010
| 1 | Bros Go Pro                  | Joe Menendez         | Jason Jordan                | 15 czerwca 2009      | 19 września 2009     |
| Zeke, Luther i Kojo konkurują ze sobą na deskach. Gdy pewien mężczyzna dostrzega wyczyny Zeke’a i Luthera chce z nimi porozmawiać. Oni przestraszeni zaczynają uciekać. Okazuje się on gościem od materaców. Prosi chłopaków o pokaz, oni od razu się zgadzają. Po pewnych komplikacjach chłopcy docierają na pokaz. Role gościnne; Jake Short jako Kenny Coffey |                              |                      |                             |                      |                      |
| 2 | Donut Jockey                 | Gregory Hobson       | Boyd Hale                   | 22 czerwca 2009      | 19 września 2009     |
| Zeke i Luther potrzebują kasę na nowe deski. Postanawiają zatrudnić się u Dona. Zeke podczas rozwożenia pączków jedzie do Lisy Grubner która jest w nim zakochana. Luther na swojej drodze napotyka dzieciaki które kradną mu pączki następnie postanawia on się na nich zemścić.                                                                                |                              |                      |                             |                      |                      |
| 3 | Crash and Learn              | Savage Steve Holland | Tom Burkhard                | 29 czerwca 2009      | 31 października 2009 |
| Zbliża się czwartek, dzień wywożenia śmieci. Zeke i Luther idą do domu Krzykacza aby przejrzeć jego śmieci. Znajdują tam bardzo rozciągliwy materiał. Podczas nieudanej próby skoku lądują na jego kwiatach. Ten zdenerwowany prosi o pomoc policję. |                              |                      |                             |                      |                      |
| 4 | Pilot                        | Fred Savage          | Tom Burkhard Matt Dearborn  | 6 lipca 2009         | 3 października 2009  |
| 5 | Cape Fear                    | Gregory Hobson       | Matt Dearborn               | 13 lipca 2009        | 21 października 2009 |
| 6 | Skate Camp                   | Roger Nygart         | Devin Bunje Nick Stanton    | 20 lipca 2009        | 24 października 2009 |
| 7 | Luck Be a Rodent Tonight     | Sean McNamara        | Tom Burkhard Matt Dearborn  | 27 lipca 2009        | 7 listopada 2009     |
| 8 | The Big Red Stacking Machine | Joe Menendez         | Matt Dearborn               | 3 sierpnia 2009      | 14 listopada 2009    |
| 9 | Summer School                | Sean McNamara        | Devin Bunje Nick Stanton    | 10 sierpnia 2009     | 21 listopada 2009    |
| 10 | Haunted Board                | Savage Steve Holland | Boyd Hale                   | 5 października 2009  | 26 grudnia 2009      |
| 11 | Road Trip                    | Sean McNamara        | Tom Burkhard                | 19 października 2009 | 28 listopada 2009    |
| 12 | Luther Leads                 | Sean McNamara        | Bernie Ancheta              | 26 października 2009 | 2 stycznia 2010      |
| 13 | Soul Bucket                  | Roger Nygard         | Bernie Ancheta Jason Jordan | 2 listopada 2009     | 9 stycznia 2010      |
| 14 | Not My Sister’s Keeper       | Joe Menendez         | Matt Dearborn               | 9 listopada 2009     | 16 stycznia 2010     |
| 15 | Rollerdorks                  | Joe Mendenez         | Tom Burkhard                | 16 listopada 2009    | 23 stycznia 2010     |
| 16 | Crash Dummies                | Gregory Hobson       | Bernie Ancheta Jason Jordan | 23 listopada 2009    | 30 stycznia 2010     |
| 17 | Adventure Boy                | Gregory Hobson       | Boyd Hale                   | 30 listopada 2009    | 6 marca 2010         |
| 18 | I, Skatebot                  | Savage Steve Holland | Devin Bunje Nick Stanton    | 4 stycznia 2010      | 7 marca 2010         |
| 19 | Law and Boarder              | Matt Dearborn        | Danny Warner                | 18 stycznia 2010     | 20 marca 2010        |
| 20 | A Very Hairy Problem         | Savage Steve Holland | Steven Judd                 | 25 stycznia 2010     | 13 marca 2010        |
| 21 | Skate Squad                  | Matt Dearborn        | Tom Burkhard Matt Dearborn  | 1 lutego 2010        | 27 marca 2010        |

### Sezon 2: 2010-2011
| Nr    | Tytuł                                     | Reżyseria            | Scenariusz                   | Premiera             | Premiera w Polsce |
| ----- | ----------------------------------------- | -------------------- | ---------------------------- | -------------------- | ----------------- |
| 22    | Zeke Jumps the Shark                      | Eyal Gordin          | Tom Burkhard                 | 15 marca 2010        | 17 lipca 2010     |
| 23    | Tall Stack of Waffles                     | Joe Menendez         | Tom Burkhard Matt Dearborn   | 22 marca 2010        | 18 lipca 2010     |
| 24    | Airheads                                  | Gregory Hobson       | David Regal                  | 29 marca 2010        | 24 lipca 2010     |
| 25    | Luther Unleashed                          | Eyal Gordin          | Matt Dearborn                | 5 kwietnia 2010      | 31 lipca 2010     |
| 26    | Old Nasty                                 | Savage Steve Holland | Bernie Ancheta               | 12 kwietnia 2010     | 8 sierpnia 2010   |
| 27    | Double Crush                              | Savage Steve Holland | Matt Dearborn                | 3 maja 2010          | 14 sierpnia 2010  |
| 28    | Plunk Hunting                             | Joe Menendez         | Tom Burkhard                 | 10 maja 2010         | 21 sierpnia 2010  |
| 29    | Kojo’s BFF                                | Eyal Gordin          | Jason Jordan                 | 17 maja 2010         | 28 sierpnia 2010  |
| 30    | One Strange Night                         | Eyal Gordin          | Devin Bunje Nick Stanton     | 24 maja 2010         | 4 grudnia 2010    |
| 31-32 | Luther Waffles and the Skateboard of Doom | Roger Nygard         | Tom Burkhard Matt Dearborn   | 21 czerwca 2010      | 20 listopada 2010 |
| 33    | Crouching Zeke, Dancing Luther            | Savage Steve Holland | Jason Jordan                 | 28 czerwca 2010      | 10 grudnia 2010   |
| 34    | Luther Waffles: Skate Cop                 | Savage Steve Holland | Bernie Ancheta               | 5 lipca 2010         | 17 grudnia 2010   |
| 35    | Treasure                                  | Rick Weis            | Tom Burkhard                 | 12 lipca 2010        | 31 grudnia 2010   |
| 36    | Rocket Men                                | Gregory Hobson       | Devin Bunje Nick Stanton     | 19 lipca 2010        | 6 lutego 2010     |
| 37    | Board in Class                            | Gregory Hobson       | David Regal                  | 26 lipca 2010        | 13 lutego 2011    |
| 38    | Lokal Heroes                              | Millicent Shelton    | David Regal                  | 9 sierpnia 2010      | 20 lutego 2011    |
| 39    | Super Shredder                            | John Putch           | David Rothenberg David Regal | 16 sierpnia 2010     | 27 lutego 2011    |
| 40    | Little Bro, Big Trouble                   | Millicent Shelton    | Tom Burkhard                 | 23 sierpnia 2010     | 3 kwietnia 2011   |
| 41    | Robo-Luth                                 | John Putch           | Devin Bunje Nick Stanton     | 18 października 2010 | 10 kwietnia 2011  |
| 42    | The Bro List                              | Matt Dearborn        | Jessica Glassberg            | 25 października 2010 | 17 kwietnia 2011  |
| 43    | Seoul Bros                                | Gregory Hobson       | Devin Bunje Nick Stanton     | 1 listopada 2010     | 24 kwietnia 2011  |
| 44    | Ball of Trash                             | Matt Dearborn        | Matt Dearborn                | 8 listopada 2010     | 28 maja 2011      |
| 45    | Sludge!                                   | Eyal Gordin          | Bernie Ancheta Jason Jordan  | 15 listopada 2010    | 14 maja 2011      |
| 46    | Goin’ Zoomin’                             | Eyal Gordin          | Tom Burkhard                 | 22 listopada 2010    | 21 czerwca 2011   |
| 47    | Bro Ho Ho                                 | Matt Dearborn        | Matt Dearborn                | 6 grudnia 2010       | 6 grudnia 2011    |

### Sezon 3: 2011-2012
| Nr    | Tytuł                                 | Reżyseria            | Scenariusz                  | Premiera            | Premiera w Polsce   |
| ----- | ------------------------------------- | -------------------- | --------------------------- | ------------------- | ------------------- |
| 48    | Zeke’s Last Ride                      | Paul Hoen            | Bernie Ancheta              | 28 lutego 2011      | 9 lipca 2011        |
| 49    | The Unusual Suspects                  | Paul Hoen            | Matt Dearborn               | 7 marca 2011        | 9 lipca 2011        |
| 50    | Two Guys, a Car and a Wild Bear       | Neal Israel          | Tom Burkhard                | 14 marca 2011       | 16 lipca 2011       |
| 51    | Hyp-Bro-Tized                         | Paul Hoen            | David Regal                 | 28 marca 2011       | 30 lipca 2011       |
| 52    | Daredevils!                           | Paul Hoen            | Jason Jordan                | 4 kwietnia 2011     | 13 sierpnia 2011    |
| 53    | Sibling Rivalries                     | Jonathan Judge       | Devin Bunje Nick Stanton    | 11 kwietnia 2011    | 21 sierpnia 2011    |
| 54    | Luther Turns 4                        | Neal Israel          | Devin Bunje Nick Stanton    | 18 kwietnia 2011    | 27 sierpnia 2011    |
| 55    | Head of Skate                         | Gregory Hobson       | Devin Bunje Nick Stanton    | 25 kwietnia 2011    | 3 września 2011     |
| 56    | Zeke, Luther and Kojo Strike Gold     | Gregory Hobson       | Tom Burkhard Jason Jordan   | 2 maja 2011         | 9 października 2011 |
| 57    | Zeke and Lu’s New Crew                | Jonathan Judge       | Devin Bunje Nick Stanton    | 9 maja 2011         | 6 listopada 2011    |
| 58    | Skater Girl Island                    | Neal Israel          | Tom Burkhard David Regal    | 23 maja 2011        | 13 listopada 2011   |
| 59    | DJ PJ                                 | Jon Rosenbaum        | Bernie Ancheta              | 11 lipca 2011       | 20 listopada 2011   |
| 60    | Trucky Cheese                         | Jon Rosenbaum        | Jason Jordan                | 18 lipca 2011       | 27 listopada 2011   |
| 61    | Ice Heist Baby                        | Matt Dearborn        | Devin Bunje Nick Stanton    | 25 lipca 2011       | 8 stycznia 2012     |
| 62    | Skate Troopers                        | Jon Rosenbaum        | David Regal                 | 1 sierpnia 2011     | 5 lutego 2012       |
| 63    | Bro, Where’s Our Car?                 | Gregory Hobson       | Matt Dearborn               | 8 sierpnia 2011     | 31 marca 2012       |
| 64    | Lie Hard                              | Gregory Hobson       | Jason Jordan                | 22 sierpnia 2011    | 31 marca 2012       |
| 65    | Bro’d Trip                            | Savage Steve Holland | Bernie Ancheta              | 26 września 2011    | 6 kwietnia 2012     |
| 66    | The Gingernator                       | Savage Steve Holland | Ethan Banville Tom Burkhard | 3 października 2011 | 21 kwietnia 2012    |
| 67    | Skate Video Awards                    | Neal Israel          | Tom Burkhard                | 28 listopada 2011   | 28 kwietnia 2012    |
| 68    | Skate or Swim                         | Rick Weis            | Lindsay Gelfand             | 5 marca 2012        | 21 czerwca 2012     |
| 69    | Inside Luther’s Brain                 | Troy Rowland         | Michael Carrington          | 12 marca 2012       | 4 sierpnia 2012     |
| 70    | Kojo Loses His Mojo                   | Rick Weis            | Jessica Glassberg           | 19 marca 2012       | 11 sierpnia 2012    |
| 71    | Accidental Hero                       | Jon Rosenbaum        | Matt Dearborn               | 26 marca 2012       | 19 sierpnia 2012    |
| 72-73 | There’s No Business Like Bro Business | Neal Isreal          | Tom Burkhard Matt Dearborn  | 2 kwietnia 2012     | 30 września 2012    |

## Międzynarodowa emisja
| Państwo           | Kanał                                   | Premiera                                                     |
| ----------------- | --------------------------------------- | ------------------------------------------------------------ |
| Stany Zjednoczone | Disney XD USA                           | 15 czerwca 2009                                              |
| Stany Zjednoczone | Disney Channel USA                      | 3 lipca 2009                                                 |
| Meksyk            | Disney XD Ameryka Łacińska              | 3 lipca 2009                                                 |
| Argentyna         | Disney XD Ameryka Łacińska              | 3 lipca 2009                                                 |
| Brazylia          | Disney XD Ameryka Łacińska              | 3 lipca 2009                                                 |
| Wenezuela         | Disney XD Ameryka Łacińska              | 3 lipca 2009                                                 |
| Kostaryka         | Disney XD Ameryka Łacińska              | 3 lipca 2009                                                 |
| Francja           | Disney XD Francja                       | 15 września 2009                                             |
| Hiszpania         | Disney XD Hiszpania                     | 18 września 2009                                             |
| Polska            | Disney XD Polska                        | 19 września 2009                                             |
| Polska            | Disney Channel                          | 14 maja 2011                                                 |
| Kanada            | Family                                  | 20 września 2009                                             |
| Japonia           | Disney XD Japonia                       | 27 września 2009                                             |
| Włochy            | Disney XD Włochy                        | 28 września 2009                                             |
| Wielka Brytania   | Disney XD UK                            | 3 października 2009                                          |
| Wielka Brytania   | Disney Channel UK                       | 3 października 2009                                          |
| Irlandia          | Disney XD Irlandia                      | 3 października 2009                                          |
| Irlandia          | Disney Channel Irlandia                 | 3 października 2009                                          |
| Grecja            | Disney XD Grecja                        | 3 października 2009                                          |
| Serbia            | Disney XD Serbia                        | 3 października 2009                                          |
| Niemcy            | Disney XD Niemcy                        | 9 października 2009 (zapowiedź) 13 listopada 2009 (Premiera) |
| Portugalia        | Disney Channel Portugalia               | 10 października 2009                                         |
| Izrael            | Disney Channel Izrael                   | 30 października 2009                                         |
| Czechy            | Disney Channel Czechy, Słowacja i Węgry | 7 listopada 2009                                             |
| Słowacja          | Disney Channel Czechy, Słowacja i Węgry | 7 listopada 2009                                             |
| Węgry             | Disney Channel Czechy, Słowacja i Węgry | 7 listopada 2009                                             |
| Bułgaria          | Disney Channel Bułgaria i Rumunia       | 7 listopada 2009                                             |
| Rumunia           | Disney Channel Bułgaria i Rumunia       | 7 listopada 2009                                             |
| Indie             | Disney XD Indie                         | 15 listopada 2009                                            |
| Hongkong          | Disney Channel Azja                     | 13 grudnia 2009                                              |
| Malezja           | Disney Channel Azja                     | 13 grudnia 2009                                              |
| Singapur          | Disney Channel Azja                     | 13 grudnia 2009                                              |
| Filipiny          | Disney Channel Azja                     | 17 stycznia 2010                                             |
| Tajwan            | Disney Channel Azja                     | 2010                                                         |
| Holandia          | Disney XD Belgia i Holandia             | 1 stycznia 2010                                              |